# Mohamed Tahir Ayala
Mohamed Tahir Ayala (nacido en 1950-51) es un político sudanés que se desempeñó como primer ministro de Sudán después febrero a abril de 2019. Anteriormente, fue gobernador del estado de Gezira a partir de 2015.
Ayala nació entre 1950 y 1951, y se graduó en economía.
Poco después del golpe de Estado en Sudán de 1989, fue nombrado director de la Corporación de Puertos de Sudán y más tarde fue designado ministro Federal de Carreteras y Puentes.
En 2005 fue nombrado gobernador del Estado del Mar Rojo.
En noviembre de 2017, el presidente sudanés, Omar al-Bashir, le ofreció a Ayala su apoyo para las elecciones presidenciales de 2020 en caso de presentarse.
En febrero de 2019, Ayala fue nombrado primer ministro de Sudán. Fue depuesto el 11 de abril tras el golpe de Estado en Sudán de 2019.